# Michael Evans Behling
Michael Evans Behling (Columbus, Ohio, 5 de março de 1996) é um ator norte-americano.

## Biografia
Behling nasceu em Columbus, Ohio e foi adotado por Mike e Carol Behling, mas cresceu em Columbus, Indiana. Ele é birracial e foi adotado por uma família branca. Em um vídeo do YouTube em março de 2020, ele afirmou que seu pai é descendente de nigerianos e sua mãe é descendente de alemães e que seu sobrenome é alemão. Ele tem três irmãos, Matt, Adam e Andrea.
Behling estudou na Escola Secundária Colombo Norte, onde jogou futebol por dois anos e correu. Ele frequentou a Universidade Estadual de Indiana por dois anos como estudante de medicina antes de desistir para se dedicar à modelagem e atuação.

## Filmografia
| Ano           | Título                         | Papel             | Notas                             |
| ------------- | ------------------------------ | ----------------- | --------------------------------- |
| 2017          | Empire                         | Handsome Dude     | Episódio: "The Lady Doth Protest" |
| 2018–presente | All American                   | Jordan Baker      | Elenco principal                  |
| 2019          | Grey's Anatomy                 | Brady             | Episódio: "Good Shepherd"         |
| 2021          | A Cinderella Story: Starstruck | Jackson Stone     | Direct-to-video                   |
| 2022          | All American: Homecoming       | Jordan Baker      | Convidado especial, 4 episódios   |
| 2022          | The Manny                      | Morgan Washington | Tubi Original                     |